# Sonda lambda

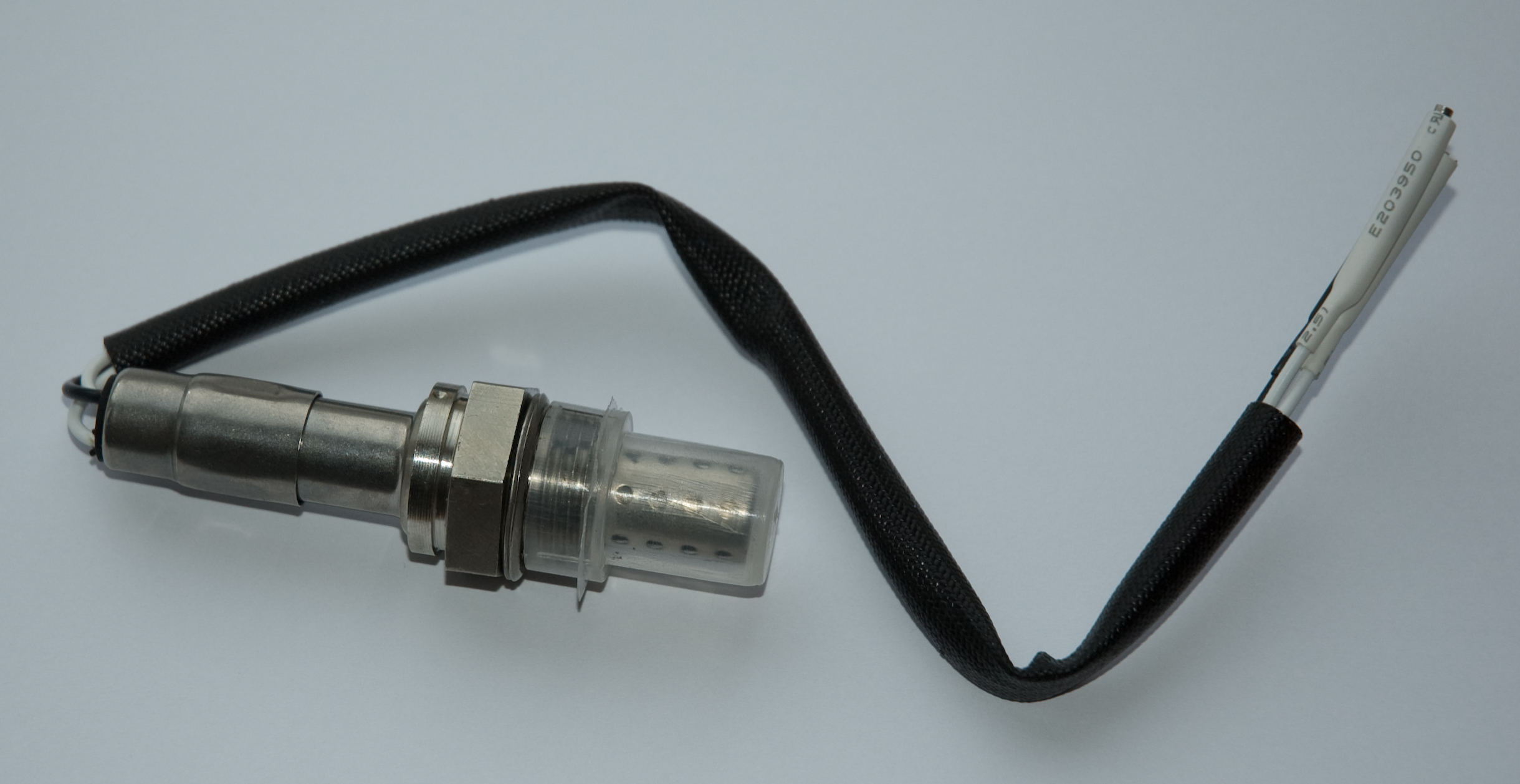
Sonda lambda

A sonda lambda, sensor de oxigênio, sensor de O2, por vezes também chamado sensor EGO (do inglês exhaust gas oxygen), é um dispositivo que envia um sinal elétrico à injeção eletrônica do automóvel indicando a presença de oxigénio nos gases de escape, possibilitando o controle da quantidade de combustível a enviar para o motor.
Problemas ou travamento da sonda geralmente se manifestam com a oscilação da marcha lenta, perda repentina de potência e alto consumo de combustível em razão da mistura errada de ar/combustível, podendo também ser indicativo de outros problemas.
Lambda refere-se à letra grega que os técnicos utilizam para descrever o volume de ar na mistura combustível-ar e que tem o valor 1 quando é atingida a relação ideal.

## História
Apesar de ser bem conhecida a razão estequiométrica da mistura ar-combustível (14,7 partes de ar para uma de gasolina no caso de motores a gasolina) esta proporção deve ser alterada de acordo com diferentes condições, quer ambientais, temperatura, pressão, umidade, quer do próprio funcionamento do veículo, rotação, temperatura do motor, variação de potência desejada, entre outras.
Os antigos carburadores e injeções mais simples não permitiam a variação pretendida pelo que, com a possibilidade de controlar eletronicamente o tempo de injeção de combustível, foi necessário conceber um sensor que auxiliasse na determinação da mistura, ótima para cada situação.
O método utilizado foi indireto: criou-se um dispositivo que determina a quantidade de oxigênio residual presente nos gases de combustão. Quando a quantidade de oxigênio é maior significa que a mistura está "pobre" (em combustível), quando é menor significa que a mistura está "rica", e como tal uma grande quantidade de oxigénio é consumida no processo.
Ao provocar estas alterações na quantidade de combustível enviado para o motor, não só se conseguiu um melhor rendimento dos motores e redução do seu consumo, como se diminuiu a poluição provocada pelo seu funcionamento.
A sonda lambda foi inventada pela empresa alemã Robert Bosch GmbH em 1976. No mesmo ano, essa tecnologia foi utilizada em automóveis suecos da Volvo. Os modelos Volvo 240 e 260 que possuíam a sonda lambda foram exportados para os Estados Unidos, especificamente para a Califórnia, estado americano com normas para controle da emissão de CO.

## Funcionamento
A sonda lambda é composta por um material cerâmico com um revestimento poroso de platina e é protegido por um invólucro metálico. A sua atuação baseia-se na alteração das propriedades da cerâmica a altas temperaturas permitindo a difusão do oxigénio do ar.
Opera em função da diferença da concentração de oxigênio entre o gás de escape e o ar externo, gerando-se uma tensão ou uma alteração da resistência em função dessa diferença.
A sonda tem uma limitação: para iniciar o seu funcionamento é necessário que esteja aquecida a cerca de 300°C. Nas sondas mais antigas eram os próprios gases de escape que as aqueciam pelo que se tornava necessário aguardar vários minutos até que o sensor pudesse ser colocado em funcionamento. Atualmente existe uma resistência de aquecimento situada junto à cerâmica que permite o aquecimento em cerca de dez segundos, mesmo quando os gases de escape estão a uma temperatura baixa.
Tipicamente uma sonda lambda tem quatro fios de ligação: dois para a recolha da informação do sensor e os dois restantes para ligação à resistência de aquecimento.

## Tipos de sondas

### Sonda de Zircônio
A sonda de óxido de zircônio funciona gerando uma diferença de potencial elétrico entre os seus terminais, oscilando entre cerca de 0,1 a 0,9 Volt.
Uma tensão até cerca de 500 mV indica uma mistura pobre, acima disso reflete uma mistura rica.
A sonda tem um comportamento não linear, isto é, não reflete a variação do oxigénio na mistura, funciona de uma forma quase binária: mistura "rica"/mistura "pobre".

### Sonda de Titânio
Esta sonda possui um semicondutor à base de óxido de titânio que altera a sua resistência elétrica em função da concentração existente. Esta sonda não necessita de uma referência atmosférica como a de óxido de zircônio.
Quando a mistura é "pobre" (com presença de oxigênio) a resistência é de cerca de 20 kilo-ohm descendo para 1 kilo-ohm na ausência de oxigênio(mistura "rica"), tendo um comportamento não linear oscilando entre os dois extremos.
A sonda é alimentada por uma tensão de 5 Volt.
Em relação aos sensores de zircônio estes têm um menor tempo de resposta, mas são mais sensíveis a impactos mecânicos e têm um custo mais elevado.

## Localização
A sonda lambda é localizada num local de passagem dos gases de escape do motor, normalmente pouco depois do coletor de escape e antes do conversor catalítico. Uma outra parte da sonda fica em contato com o ar exterior.
Hoje em dia alguns veículos possuem várias sondas lambda, estando localizadas também após o conversor catalítico, de forma a controlar a eficiência da filtragem efetuada. Também alguns carros a gasóleo (óleo diesel) começaram a possuir sondas deste tipo para controlar a emissão de poluentes.